# Дорожні роботи

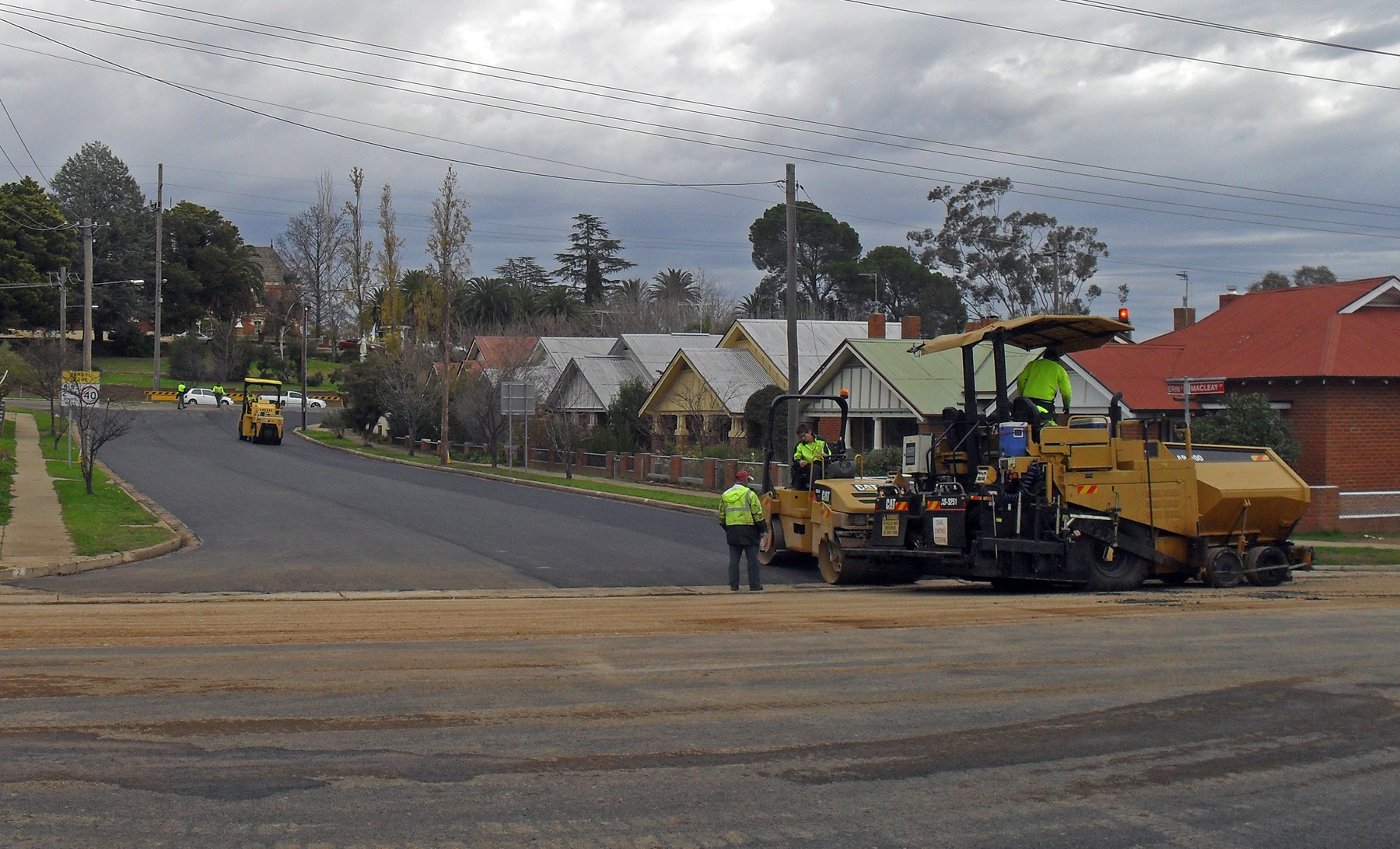
Асфальтування дороги

Дорожні роботи, також шляхові роботи — роботи, пов'язані з будівництвом, реконструкцією, ремонтом чи утриманням автомобільної дороги (вулиці), штучних споруд, споруд дорожнього водовідводу, інженерного облаштування, встановленням (ремонтом, заміною) технічних засобів організації дорожнього руху.
Шляховий розвиток залізничних шляхів передбачає спорудження і підтримання у робочому стані сукупності перегонів головних шляхів, роздільних пунктів і пересувних залізничних колій безпосередньо.

## Загальна інформація
Утримання доріг — комплекс робіт, в результаті яких підтримується транспортно-експлуатаційний стан дороги, дорожніх споруд, смуги відведення, елементів облаштування дороги, організації та безпеки руху, які відповідають вимогам норм та стандартів.
Утримання доріг відповідальний і трудомісткий процес, який вимагає наявності спеціалізованої дорожньої техніки і кваліфікованих робітників. З яких би надстійкіх і міцних сучасних матеріалів не було б виготовлено дорожнє покриття, з часом, під впливом інтенсивного дорожнього руху, негативного впливу погодньо-кліматичних умов та ряду інших різних факторів, вона починає руйнуватися, і втрачає свої колишні споживчі властивості, внаслідок чого знижується загальна ефективність і безпека дороги.
Утримання автомобільних доріг передбачає підтримання належного технічного стану дороги, елементів облаштування та прилеглої території. Незалежно від призначення і розташування дороги — забезпечення ефективності її функціонування та безпеки руху повністю залежить від її якісного утримання. До поняття «утримання дороги» входить великий спектр найрізноманітніших робіт, спрямованих на обслуговування, ремонт та облаштування автомобільних доріг. Практично будь-які ремонтно-будівельні дорожні роботи, які проводяться після введення дороги в експлуатацію, можна віднести до поняття ремонту та утримання автомобільних доріг.

## Планові роботи з утримання доріг
Здебільшого роботи з утримання доріг — це рутинні, трудомісткі, але досить прості операції, пов'язані з оглядом складових частин і ділянок дороги і усуненням виявлених руйнувань та невідповідності нормам і стандартам. Ремонт і утримання автомобільних доріг це, як правило, регулярне періодичне обслуговування за заздалегідь визначеним графіком.
Залежно від виду робіт з утримання доріг часовий проміжок між їх виконаннями може становити від декількох днів до декількох років. Найчастішими плановими роботами з утримання автомобільних доріг є роботи з підтримання в належному стані покриття, узбіч, дорожніх водовідвідних та водоперепускних споруд а також елементів облаштування автодороги. Сюди входить очищення узбіч і водовідводів від сміття і рослинності, а також нагляд за технічним станом елементів облаштування дороги. Нагляд за технічним станом елементів облаштування доріг є важливою складовою в утриманні автомобільних доріг, і повинен виконуватися регулярно для підтримки безпеки на дорогах. До утримання автомобільних доріг належать також і ремонтні роботи з усунення тріщин, ям, вибоїн та інших дефектів дорожнього покриття. Такі ремонтно-дорожні роботи можуть виконуватися аварійно при виникненні серйозних дефектів або періодично під час планових ремонтних робіт.

## Сезонні роботи з утримання доріг
Зимове утримання:

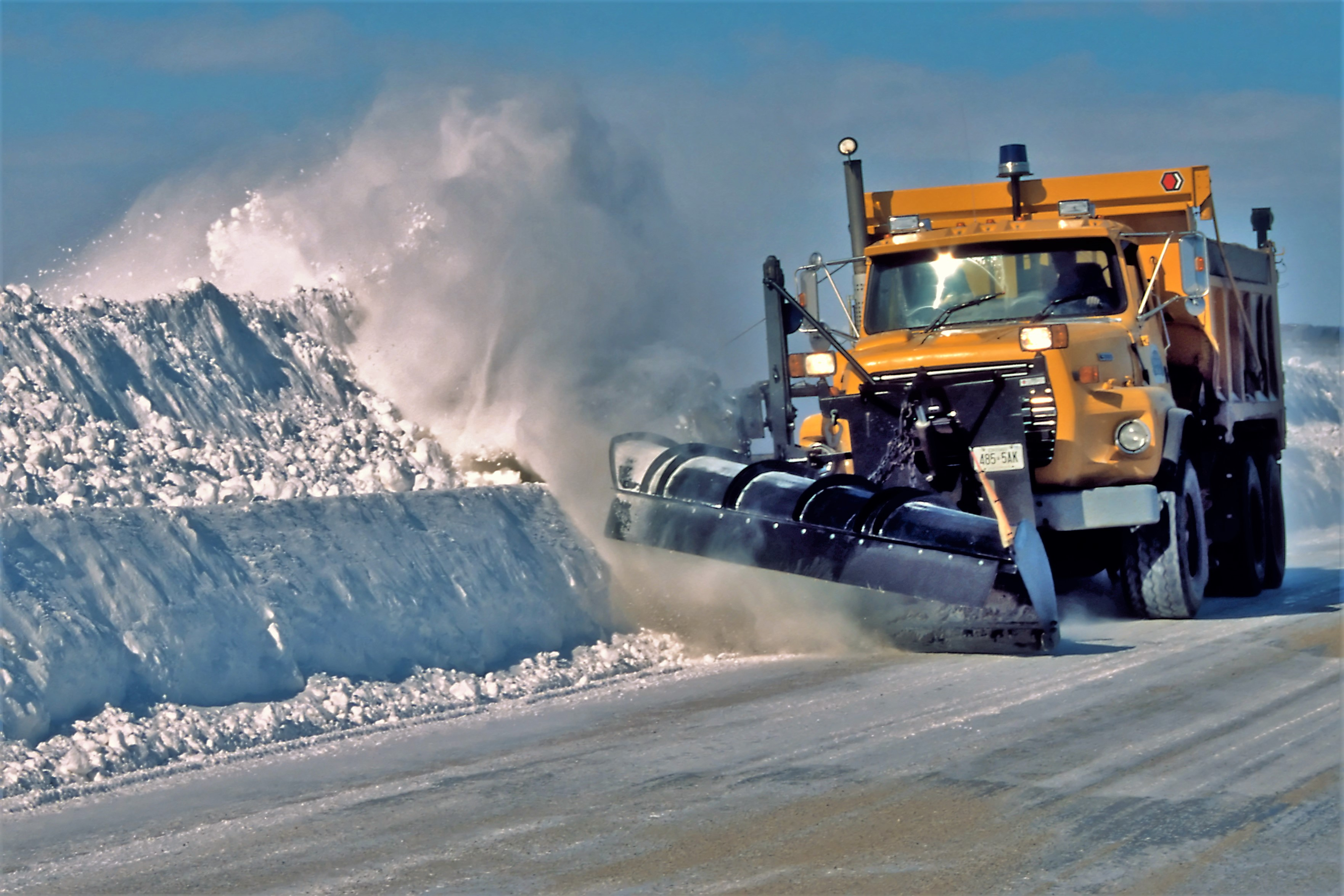
Прибирання снігу.

- Механізовані роботи: прибирання снігу з проїзної частини, узбіч та тротуарів, видалення снігового накату, обробка проїзної частини і тротуарів протиожеледними матеріалами, вивезення снігу;
- Ручні роботи: очищення від снігу і полою тротуарів, сходів, місць біля бордюру або бортового каменю, посипання піском.

Літнє утримання:
- Механізовані роботи: підмітання проїзної частини доріг, тротуарів і заїзних кишень, мийка та полив проїзної частини і заїзних кишень, планування узбіч, вивезення сміття;
- Ручні роботи: прибирання бруду біля бортового каменю (бордюру), прибирання сторонніх предметів та сміття з проїзної частини, узбіч, тротуарів та газонів, видалення небажаної рослинності (косіння трави, вирубка чагарнику та мілколісся) на узбіччях, укосах, очищення колодязів та колекторів зливової каналізації, миття дорожнього огородження, зрізання надлишкового ґрунту з узбіч та розділювальної смуги, відновлення дорожньої розмітки, встановлення відсутніх або зруйнованих технічних засобів організації руху (огородження, напрямні пристрої тощо) .

## Відповідальність за стан доріг
Відповідальність за утримання і поточний ремонт комунальних доріг, внутрішньоквартальних та внутрішньодворових територій та проїздів, доріг у мікрорайонах приватної забудови, об'єктів озеленення загального користування, фонтанів в межах населених пунктів несуть комунальні підприємства.
Відповідальність за стан вулиць і доріг міст та інших населених пунктів, відповідно до статті 21 Закону України «Про автомобільні дороги» несуть органи місцевого самоврядування, що управляють функціонуванням та розвитком міст.
Відповідальність за стан автомобільних доріг загального користування несуть служби автомобільних доріг у відповідних областях.